# هرانا
هرانا (سرنام Human Rights Activists News Agency به معنای خبرگزاری فعالان حقوق بشر) نام ارگان خبری مجموعهٔ فعالان حقوق بشر در ایران و زیرشاخهٔ واحد آمار، نشر و آثار این مجموعه است و اخبار حقوق بشر در ایران را بازتاب می‌دهد. این خبرگزاری، به عنوان نخستین خبرگزاری تخصصی حقوق بشر در ایران از اردیبهشت‌ماه سال ۱۳۸۸ کار خود را آغاز کرده‌است. 
هرانا به پوشش اخبار زندانیان سیاسی، کارگران، زنان و کودکان، دانشجویان، اقلیت‌های قومی و مذهبی و مواردی از این دست مبادرت می‌نماید. 
خبرگزاری هرانا بیش از ۱۸ بار از سوی کمیتهٔ فیلترینگ جمهوری اسلامی مسدود شده‌است. این خبرگزاری به همراه سایر وبگاه‌های مرتبط با مجموعهٔ فعالان حقوق بشر در ایران، در اسفند ماه سال ۱۳۸۸ مورد حملهٔ ارتش سایبری سپاه پاسداران انقلاب اسلامی قرار گرفت. 